# Kyklos (Zeitschrift)
KYKLOS International Review for Social Sciences ist eine vierteljährlich erscheinende wissenschaftliche Fachzeitschrift zu volkswirtschaftlichen Themen. Sie publiziert jährlich 30 bis 40 Artikel aus den Bereichen politische Ökonomie und ökonomische Theorie. Das Journal nahm 1947 unter Leitung von Edgar Salin die Arbeit auf und ist an der wirtschaftswissenschaftlichen Fakultät der Universität Basel angesiedelt.
Herausgeber sind die Ökonomen Reiner Eichenberger, Alois Stutzer und David Stadelmann. Ehren-Mitherausgeber sind Bruno S. Frey und René L. Frey.

## Rezeption
Gemäß dem „Journal Citation Report“ von Web of Science hatte KYKLOS 2014 einen Impact Factor von 1,259. Damit liegt es an 105. Stelle von 333 wirtschaftswissenschaftlichen Fachzeitschriften.